# Staw siodełkowy
Staw siodełkowy, staw siodełkowaty (articulatio sellaris) – rodzaj stawu, w którym obie powierzchnie stawowe są wklęsłe w kierunku jednej osi, a wypukłe w kierunku osi prostopadłej, przypominając kształtem siodło. Przykładami stawów siodełkowych u człowieka są staw nadgarstkowo-śródręczny kciuka oraz staw mostkowo-obojczykowy (przy czym ten drugi bywa też określany jako staw nieregularny). Wykonywane ruchy to: przywodzenie i odwodzenie, przeciwstawianie i odprowadzanie oraz ruch wypadkowy – obwodzenie.